# Trachyphonus
Trachyphonus es un género de aves piciformes perteneciente a la familia Lybiidae, cuyos miembros habitan en el África subsahariana. Estas aves son de hábitos más terrestres que los demás barbudos africanos, y de hecho llegan a anidar en madrigueras. Se clasifican en su propia subfamilia: Trachyphoninae. En el pasado se fueron situados en la familia Capitonidae y a veces en Ramphastidae.

## Especies
El género contiene cinco especies:
- Trachyphonus purpuratus - barbudo piquigualdo;
- Trachyphonus vaillantii - barbudo crestado;
- Trachyphonus margaritatus - barbudo perlado;
- Trachyphonus erythrocephalus - barbudo cabecirrojo;
- Trachyphonus darnaudii - barbudo capuchino.